# Pulicaria odora
Pulicaria odora — вид квіткових рослин родини Айстрові (Asteraceae). лат. odora — «ароматний».

## Опис
Багаторічна, кореневищна, трав'яниста рослина. Стебла до 65 см. Розеткове листя відносно велике, 9–230 × 2–84 мм, ланцетне, і пухнасте на дотик. Квіткові голови великі, два-три сантиметри в діаметрі, квіти жовті чи жовтувато-оранжеві. Сім'янки 1,5–2 мм. Квітне і плодоносить з квітня по липень (вересень).

## Поширення
Південна Європа, Північна Африка, Туреччина. Росте на периферії лісових районів.

## Галерея

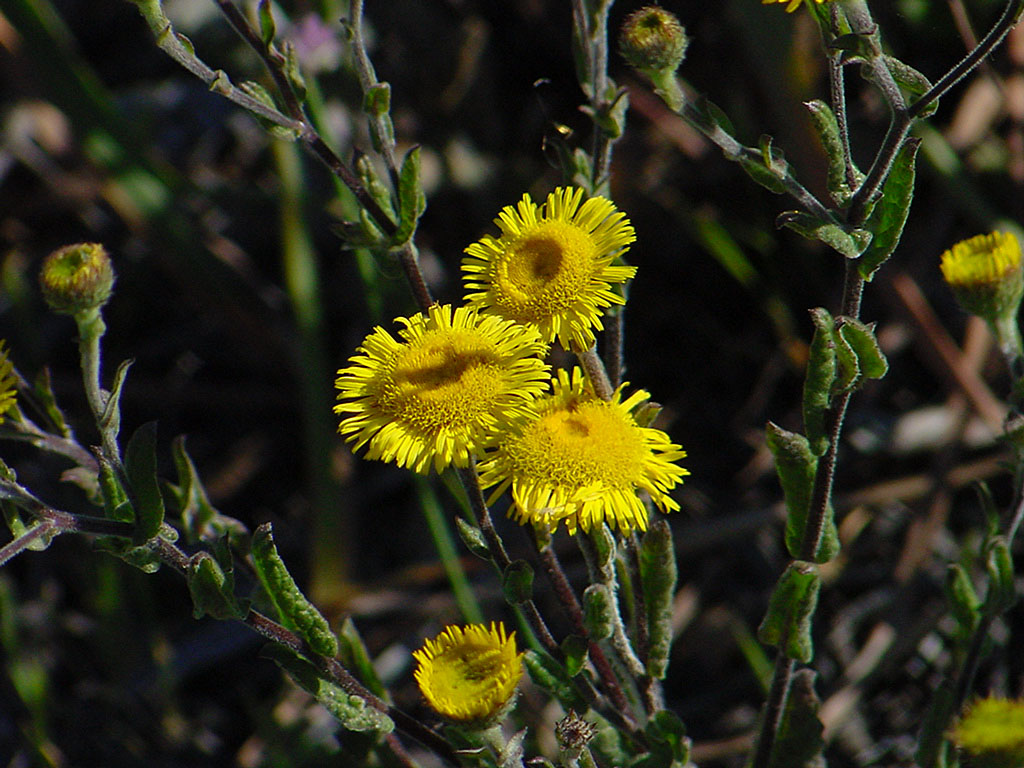

|  | Це незавершена стаття про айстрові. Ви можете допомогти проєкту, виправивши або дописавши її. |